# Valentin Ilie
Valentin Ilie (* 1950) ist ein ehemaliger rumänischer Radrennfahrer und nationaler Meister im Radsport.

## Sportliche Laufbahn
Ilie war Straßenradsportler. 1973 gewann er die nationale Meisterschaft im Straßenrennen. 1974 holte er in der Rumänien-Rundfahrt einen Etappensieg.
An der Internationalen Friedensfahrt nahm er dreimal teil. 1976 wurde er 72., 1978 54. und 1979 59. der Gesamtwertung.